# Acroperla flavescens
Acroperla flavescens är en bäcksländeart som först beskrevs av Douglas E. Kimmins 1938.  Acroperla flavescens ingår i släktet Acroperla och familjen Gripopterygidae. Inga underarter finns listade i Catalogue of Life.